# Podkayne, fille de Mars
Podkayne, fille de Mars (titre original : Podkayne of Mars) est un roman de science-fiction de Robert A. Heinlein. Initialement publié aux États-Unis en trois épisodes dans les numéros de novembre 1962, janvier et mars 1963 de la revue If puis en édition brochée en 1963, il a été traduit en français et publié en 1974.

## Résumé
Podkayne est une jeune fille de seize ans, née sur Mars, dont l'unique ambition est de prendre un jour le commandement d'un vaisseau spatial ; en attendant, elle se fait une fête d'aller visiter la Terre. C'est la planète qui fut la mère patrie des hommes, mais Podkayne aime à en plaisanter (et Heinlein à inverser les clichés provincialistes les plus éculés...) . 
C'est son oncle Tom, héros de l'indépendance martienne et ambassadeur plénipotentiaire, qui l'emmène dans ce long voyage, avec son petit frère Clarke, génie immature. Mais les adversaires politiques de Tom l'attendent à l'escale sur Vénus, et enlèvent les adolescents.

## Histoire éditoriale
Publié en 1963 chez Putnam, Podkayne est le premier roman jeunesse écrit par Heinlein après son départ de Scribner (qui avait refusé Étoiles, garde-à-vous !. Dans cette première version, très forte, non seulement la protagoniste est une jeune fille (au contraire des romans de la décennie précédente), mais elle connaît une fin tragique. Ce dénouement politiquement incorrect déplut à certains éditeurs, qui imposèrent une fin alternative plus mièvre dans plusieurs éditions postérieures (et la traduction française...).